# Gyrinus colymbus
Espèce
Gyrinus colymbus est une petite espèce aquatique d'insectes coléoptères de la famille des Gyrinidae de 5,5 à 7 millimètres de long, que l'on trouve à la surface des mares et des étangs en Europe du Sud. On la rencontre du midi de la France au nord de l'Italie en remontant vers le sud de l'Allemagne, la Tchéquie et la Slovaquie, la Hongrie et à l'est vers les Balkans.